# James Mitchell (homme politique canadien)
Pour les articles homonymes, voir James Mitchell et Mitchell.
James Mitchell (1843-1897) est un homme politique néo-brunswickois. 

## Biographie
Il naît le 16 mars 1843 à Scotch Settlement, dans le Comté de York, au Nouveau-Brunswick. En 1882, il est élu à l'Assemblée législative du Nouveau-Brunswick sous la bannière du Parti libéral. Il devient premier ministre en 1896, mais il démissionne pour cause de mauvaise santé en 1897 et meurt peu de temps après, le 15 décembre de la même année.